# Cantonul Aigurande
Cantonul Aigurande este un canton din arondismentul La Châtre, departamentul Indre, regiunea Centru, Franța.

## Comune
- Aigurande (reședință)
- La Buxerette
- Crevant
- Crozon-sur-Vauvre
- Lourdoueix-Saint-Michel
- Montchevrier
- Orsennes
- Saint-Denis-de-Jouhet
- Saint-Plantaire